# Обратная задача Галуа
Обратная задача Галуа — открытая проблема теории Галуа, поставленная в начале XIX века: является ли любая конечная группа группой Галуа некоторого расширения Галуа рациональных чисел {\displaystyle \mathbb {Q} }..
Есть несколько групп перестановок, для которых известны многочлены общего вида, которые определяют все алгебраические расширения группы {\displaystyle \mathbb {Q} }, имеющие конкретную группу в качестве группы Галуа. В эти группы входят все группы со степенью, не превосходящей 5. Существуют также группы, для которых известно, что для них нет многочленов общего вида, такие как циклическая группа порядка 8.
Более общо, пусть G — заданная конечная группа и пусть K — поле. Тогда вопрос стоит так: существует ли расширение Галуа поля L/K, такое, что группа Галуа расширения изоморфна группе G. Говорят, что группа G реализуема над K, если такое поле L существует.

## Частичные результаты
Имеется большое количество детальной информации о частных случаях. Известно, что любая конечная группа реализуема над любым полем функций алгебраического многообразия от одной переменной над комплексными числами {\displaystyle \mathbb {C} }, и, более обще, над полями функций от одной переменной над любым алгебраически замкнутым полем с нулевой характеристикой. Игорь Ростиславович Шафаревич показал, что любая конечная разрешимая группа реализуема над {\displaystyle \mathbb {Q} }. Известно также, что любая спорадическая группа, за исключением, возможно, группы Матьё M23, реализуемы над {\displaystyle \mathbb {Q} }.
Давид Гильберт показал, что этот вопрос связан с вопросом рациональности G:
Если K является расширением {\displaystyle \mathbb {Q} }, в котором G действует как группа автоморфизмов, а инвариантное поле KG рационально над {\displaystyle \mathbb {Q} }, то G реализуема над {\displaystyle \mathbb {Q} }.
Здесь рациональное означает, что расширение является чисто трансцендентным расширением поля {\displaystyle \mathbb {Q} }, генерируемое алгебраически независимым множеством. Этот критерий, например, можно использовать, чтобы показать, что все симметрические группы реализуемы.
По этому вопросу выпущено много детальных исследований, хотя вопрос так и не решён в общем виде. Некоторые из этих работ основаны на построении G геометрически как накрытие Галуа проективной прямой в терминах алгебры, начиная с расширения поля {\displaystyle \mathbb {Q} (t)} рациональных функций от неизвестной t. После этого применяется теорема Гильберта о неприводимости для уточнения t, чтобы сохранить группу Галуа.
Известно, что все группы перестановок степени 16 или меньше реализуемы над {\displaystyle \mathbb {Q} }, а вот группа PSL(2,16):2 семнадцатой степени не реализуема.
Известно, что все 13 неабелевых простых групп, меньших PSL(2,25) (с порядком 7800), реализуемы над {\displaystyle \mathbb {Q} }.

## Простой пример: циклические группы
Можно, используя классические результаты, построить явно многочлен, группа Галуа которого над полем {\displaystyle \mathbb {Q} } является циклической группой {\displaystyle \mathbb {Z} /n\mathbb {Z} } для любого положительного целого n. Чтобы это сделать, выберем простое число p, такое что p ≡ 1 (mod n). Это сделать можно согласно теореме Дирихле. Пусть {\displaystyle \mathbb {Q} (\mu )} будет круговым расширением поля {\displaystyle Q}, которое генерируется элементом μ, где μ — примитивный p-ый корень из единицы. Группа Галуа поля является {\displaystyle \mathbb {Q} (\mu )/\mathbb {Q} } циклической и имеет порядок p − 1.
Поскольку n делит p − 1, группа Галуа имеет циклическую подгруппу H порядка (p − 1)/n. Из основной теоремы теории Галуа следует, что соответствующее фиксированное поле {\displaystyle F=\mathbb {Q} (\mu )^{H}} имеет группу Галуа {\displaystyle \mathbb {Z} /n\mathbb {Z} } над {\displaystyle \mathbb {Q} }. Путём взятия подходящих сумм сопряжений μ с последующим построением гауссовых периодов можно найти элемент α поля F, который генерирует F над {\displaystyle \mathbb {Q} }, и вычислить его минимальный многочлен.
Этот метод можно расширить для покрытия всех конечных абелевых групп, поскольку любая такая группа появляется, фактически, как факторгруппа группы Галуа некоторого кругового расширения поля {\displaystyle \mathbb {Q} }. (Это утверждение не следует путать с теоремой Кронекера — Вебера, которая существенно глубже.)

### Пример: циклическая группа третьего порядка
Для {\displaystyle n=3} мы можем взять {\displaystyle p=7}. Тогда группа {\displaystyle Gal(\mathbb {Q} (\mu )/\mathbb {Q} )} является циклической и имеет порядок 6. Возьмём генератор η этой группы, который переводит μ в {\displaystyle \mu ^{3}}. Нас интересует подгруппа {\displaystyle H=\{1,\eta ^{3}\}} второго порядка. Рассмотрим элемент {\displaystyle \alpha =\mu +\eta ^{3}(\mu )}. По построению α оставляется на месте подгруппой H и имеет только три сопряжённых элемента над {\displaystyle \mathbb {Q} }:
{\displaystyle \alpha =\eta ^{0}(\alpha )=\mu +\mu ^{6}},
{\displaystyle \beta =\eta ^{1}(\alpha )=\mu ^{3}+\mu ^{4}},
{\displaystyle \gamma =\eta ^{2}(\alpha )=\mu ^{2}+\mu ^{5}}.
Используя тождество
{\displaystyle 1+\mu +\mu ^{2}+\dots +\mu ^{6}=0},
можно найти, что
{\displaystyle \alpha +\beta +\gamma =-1},
{\displaystyle \alpha \beta +\beta \gamma +\gamma \alpha =-2},
{\displaystyle \alpha \beta \gamma =1}.
Таким образом, α является корнем многочлена
{\displaystyle (x-\alpha )(x-\beta )(x-\gamma )=x^{3}+x^{2}-2x-1},
Который, следовательно, имеет группу Галуа {\displaystyle \mathbb {Z} /3\mathbb {Z} } над {\displaystyle \mathbb {Q} }.

## Симметричные и знакопеременные группы
Гильберт показал, что все симметричные и знакопеременные группы представляются как группы Галуа многочленов с рациональными коэффициентами.
Многочлен {\displaystyle x^{n}+ax+b} имеет дискриминант
{\displaystyle (-1)^{\frac {n(n-1)}{2}}\left(n^{n}b^{n-1}+(-1)^{1-n}(n-1)^{n-1}a^{n}\right).}
Возьмём частный случай
{\displaystyle f(x,s)=x^{n}-sx-s}.
Подстановка простого числа вместо s в {\displaystyle f(x,s)} даёт многочлен (называемый конкретизацией функции {\displaystyle f(x,s)}), который по критерию Эйзенштейна неприводим. Тогда {\displaystyle f(x,s)} должен быть неприводимым над {\displaystyle \mathbb {Q} (s)}. Более того, {\displaystyle f(x,s)} можно переписать в виде
{\displaystyle x^{n}-{\tfrac {x}{2}}-{\tfrac {1}{2}}-\left(s-{\tfrac {1}{2}}\right)(x+1)},
а {\displaystyle f(x,1/2)} можно переписать в виде
{\displaystyle {\tfrac {1}{2}}(x-1)\left(1+2x+2x^{2}+\cdots +2x^{n-1}\right)}
второй множитель которого неприводим по критерию Эйзенштейна. Мы показали, что группа {\displaystyle Gal(f(x,s)/\mathbb {Q} (s))} является дважды транзитивной.
Мы можем тогда найти, что эта группа Галуа имеет подстановку. Используем масштабный множитель {\displaystyle (1-n)x=ny}, чтобы получить
{\displaystyle y^{n}-\left\{s\left({\frac {1-n}{n}}\right)^{n-1}\right\}y-\left\{s\left({\frac {1-n}{n}}\right)^{n}\right\}}
а с помощью подстановки
{\displaystyle t={\frac {s(1-n)^{n-1}}{n^{n}}},}
мы получаем
{\displaystyle g(y,t)=y^{n}-nty+(n-1)t}
что можно выражение преобразовать в
{\displaystyle y^{n}-y-(n-1)(y-1)+(t-1)(-ny+n-1)}.
Тогда {\displaystyle g(y,1)} имеет 1 в качестве двойного нуля, а его остальные n − 2 нулей являются простыми, откуда следует подстановка в {\displaystyle Gal(f(x,s)/\mathbb {Q} (s))}. Любая конечная дважды транзитивная группа перестановок, содержащая подстановку, является полной симметричной группой.
Из теоремы Гильберта о неприводимости тогда следует, что бесконечное множество рациональных чисел даёт конкретизации {\displaystyle f(x,t)}, группы Галуа которых являются группами {\displaystyle S_{n}} над рациональным полем {\displaystyle \mathbb {Q} }. Фактически, это множество рациональных чисел плотно в {\displaystyle \mathbb {Q} }.
Дискриминант {\displaystyle g(y,t)} равен
{\displaystyle (-1)^{\frac {n(n-1)}{2}}n^{n}(n-1)^{n-1}t^{n-1}(1-t),}
и он, в общем случае, не является полным квадратом.

### Знакопеременные группы
Решения для знакопеременных групп нужно рассматривать для чётных и нечётных степеней раздельно.

#### Нечётная степень
Пусть
{\displaystyle t=1-(-1)^{\tfrac {n(n-1)}{2}}nu^{2}}
После подстановки этого значения дискриминант {\displaystyle g(y,t)} будет равен
{\displaystyle {\begin{aligned}(-1)^{\frac {n(n-1)}{2}}n^{n}(n-1)^{n-1}t^{n-1}(1-t)&=(-1)^{\frac {n(n-1)}{2}}n^{n}(n-1)^{n-1}t^{n-1}\left(1-\left(1-(-1)^{\tfrac {n(n-1)}{2}}nu^{2}\right)\right)\\&=(-1)^{\frac {n(n-1)}{2}}n^{n}(n-1)^{n-1}t^{n-1}\left((-1)^{\tfrac {n(n-1)}{2}}nu^{2}\right)\\&=n^{n+1}(n-1)^{n-1}t^{n-1}u^{2}\end{aligned}}}
который является полным квадратом, когда n нечётно.

#### Чётная степень
Пусть:
{\displaystyle t={\frac {1}{1+(-1)^{\tfrac {n(n-1)}{2}}(n-1)u^{2}}}}
После подстановки этого значения дискриминант {\displaystyle g(y,t)} будет равен
{\displaystyle {\begin{aligned}(-1)^{\frac {n(n-1)}{2}}n^{n}(n-1)^{n-1}t^{n-1}(1-t)&=(-1)^{\frac {n(n-1)}{2}}n^{n}(n-1)^{n-1}t^{n-1}\left(1-{\frac {1}{1+(-1)^{\tfrac {n(n-1)}{2}}(n-1)u^{2}}}\right)\\&=(-1)^{\frac {n(n-1)}{2}}n^{n}(n-1)^{n-1}t^{n-1}\left({\frac {\left(1+(-1)^{\tfrac {n(n-1)}{2}}(n-1)u^{2}\right)-1}{1+(-1)^{\tfrac {n(n-1)}{2}}(n-1)u^{2}}}\right)\\&=(-1)^{\frac {n(n-1)}{2}}n^{n}(n-1)^{n-1}t^{n-1}\left({\frac {(-1)^{\tfrac {n(n-1)}{2}}(n-1)u^{2}}{1+(-1)^{\tfrac {n(n-1)}{2}}(n-1)u^{2}}}\right)\\&=(-1)^{\frac {n(n-1)}{2}}n^{n}(n-1)^{n-1}t^{n-1}\left(t(-1)^{\tfrac {n(n-1)}{2}}(n-1)u^{2}\right)\\&=n^{n}(n-1)^{n}t^{n}u^{2}\end{aligned}}}
Который является полным квадратом, когда n чётно.
Снова, из теоремы Гильберта о неприводимости следует существование бесконечного числа конкретизаций, группы Галуа которых являются знакопеременными группами.

## Жёсткие группы
Предположим, что {\displaystyle C_{1},\dots ,C_{n}} являются смежными классами конечной группы G, а A является множеством n-кортежей {\displaystyle g_{1},\dots ,g_{n})} группы G, таким что {\displaystyle g_{i}} содержится в {\displaystyle C_{i}}, а произведение {\displaystyle g_{1}{\dots }g_{n}} тривиально. Тогда A называется жёстким, если оно не пустое. G действует транзитивно на него путём сопряжения, а каждый элемент множества A генерирует G.
Томпсон показал, что в случае, когда конечная группа G имеет жёсткое множество, тогда она часто может быть реализована как группа Галуа над круговым расширением рациональных чисел. (Точнее, над круговым расширением рациональных чисел, генерируемым значениями неприводимых характеров G на классах смежности {\displaystyle C_{i}}.)
Это можно использовать, чтобы показать, что многие конечные простые группы, включая группу-монстра, являются группами Галуа расширений рациональных чисел. Монстр генерируется тройкой элементов с порядками 2, 3 и 29. Все такие тройки смежны.
Прототипом для жёсткости является симметрическая группа {\displaystyle S_{n}}, которая генерируется n-циклом и подстановкой, произведением которых является (n − 1)-цикл. Построение в предыдущей секции использует эти генераторы для получения полиномиальных групп Галуа.

## Построение с помощью эллиптической модулярной функции
Возьмём какое-либо целое число n > 1. Решётка {\displaystyle \Lambda } на комплексной плоскости с периодом τ имеет подрешётку {\displaystyle \Lambda '} с периодом nτ. Последняя является одной из конечного набора подрешёток, переставляемых модулярной группой {\displaystyle PSL(2,\mathbb {Z} )}, которая основывается на изменении базиса решётки {\displaystyle \Lambda }. Пусть j обозначает эллиптическую модулярную функцию Феликса Клейна. Определим многочлен {\displaystyle \varphi _{n}} как произведение разностей {\displaystyle (X-j(\Lambda _{i}))} над смежными подрешётками. Как многочлен от X {\displaystyle \varphi _{n}} имеет коэффициенты, которые являются многочленами от {\displaystyle \mathbb {Q} } в j(τ).
На смежных решётках модулярная группа действует как {\displaystyle PGL(2,\mathbb {Z} /n\mathbb {Z} )}. Отсюда следует, что {\displaystyle \varphi _{n}} имеет группу Галуа, изоморфную {\displaystyle PGL(2,\mathbb {Z} /n\mathbb {Z} )} над {\displaystyle \mathbb {Q} (J(\tau ))}.
Использование теоремы неприводимости Гильберта даёт бесконечное (и плотное) множество рациональных чисел, конкретизирующих {\displaystyle \varphi _{n}} до многочленов с группой Галуа {\displaystyle PGL(2,\mathbb {Z} /n\mathbb {Z} )} над полем {\displaystyle \mathbb {Q} }. Группы {\displaystyle PGL(2,\mathbb {Z} /n\mathbb {Z} )} включают бесконечно много неразрешимых групп.